# Renispora flavissima
Renispora flavissima är en svampart som beskrevs av Sigler, P.K. Gaur, Lichtw. & J.W. Carmich. 1979. Renispora flavissima ingår i släktet Renispora och familjen Onygenaceae.   Inga underarter finns listade i Catalogue of Life.